# Ina (Benin)
Ina è un arrondissement del Benin situato nella città di Bembèrèkè (dipartimento di Borgou) con 19.706 abitanti (dato 2006).